# Van Swieten (geslacht)

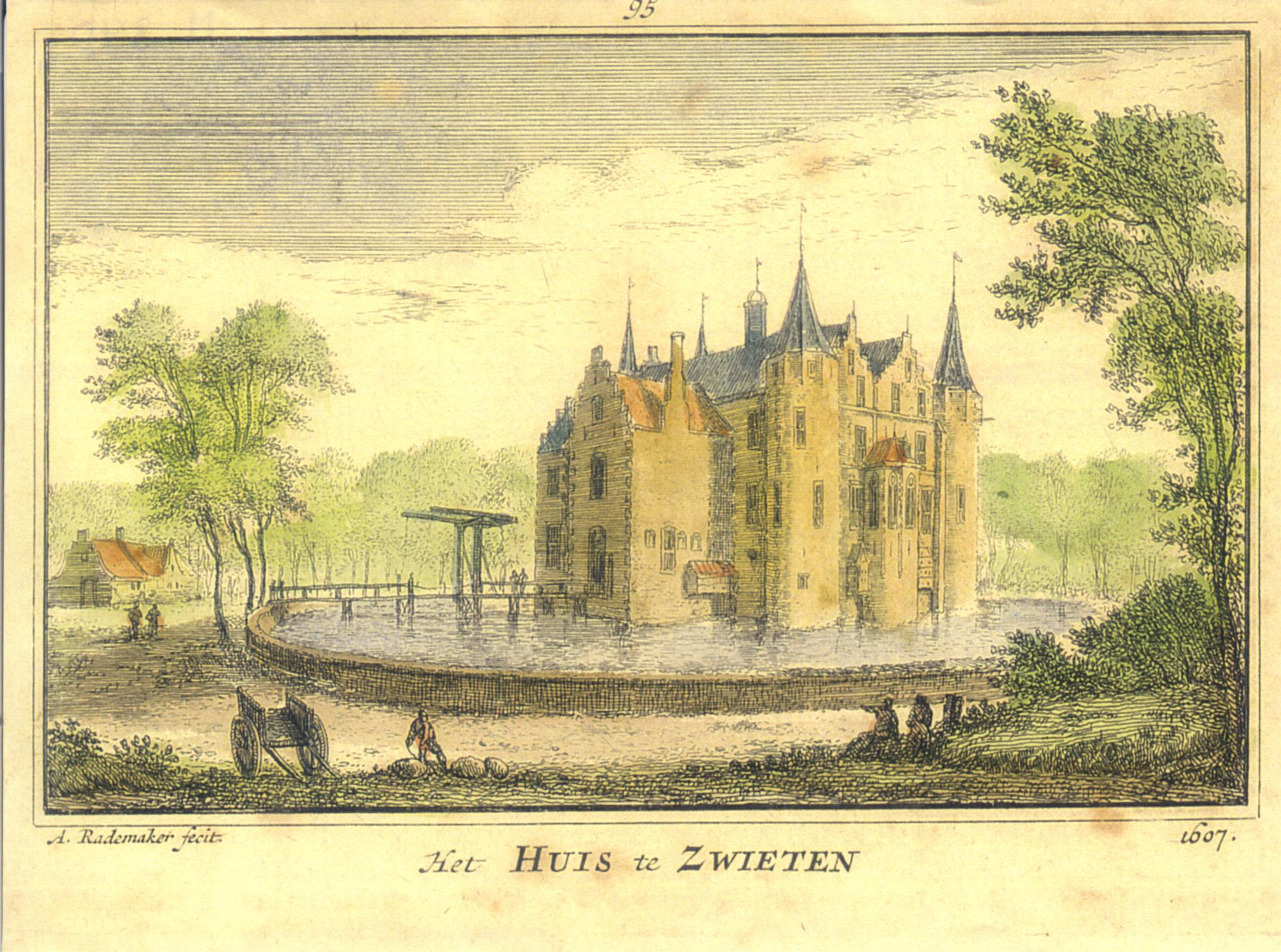
hofstede van Zwieten.

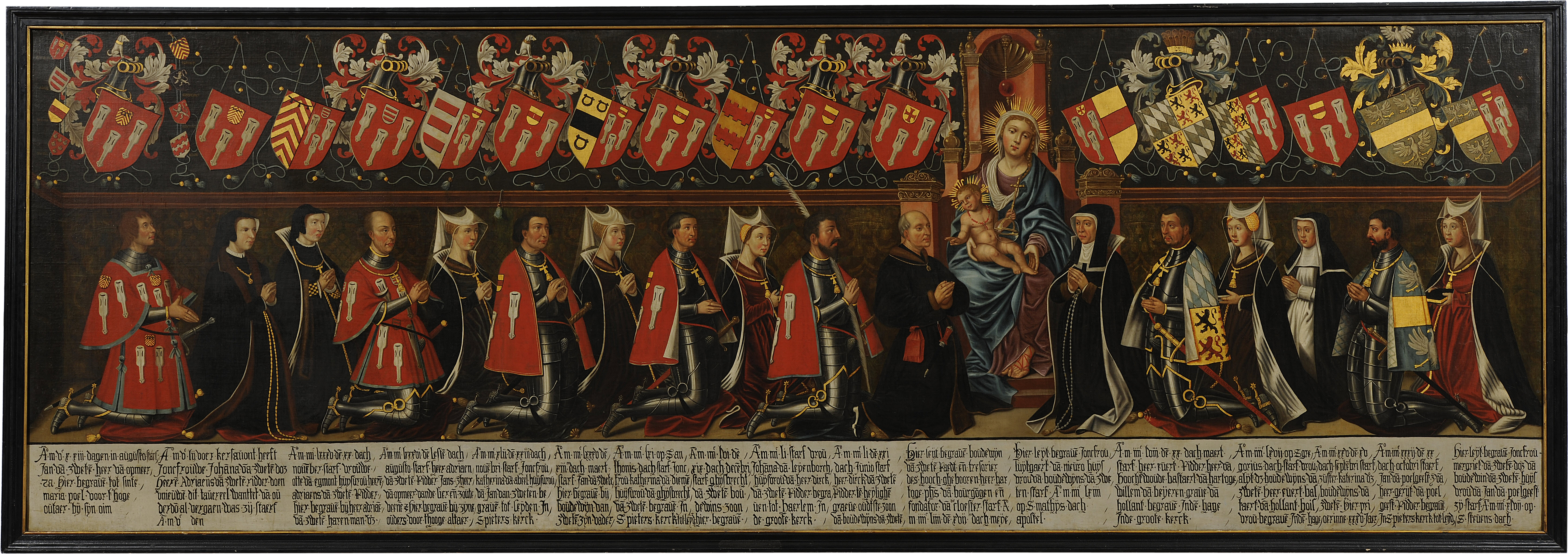
Memorietafel van het geslacht Van Swieten.

Van Swieten (soms met de spelling Van Zwieten) was een van oorsprong hollands riddermatig geslacht, later ook Leids patriciërsgeslacht dat een grote en invloedrijke rol vervulde in de 15e en 16e eeuw in Leiden en omstreken. Later streken de Van Swietens in meerdere delen van het land neer. Familieleden waren Kabeljauwse voorstanders tijdens de Hoekse en Kabeljauwse twisten (1350-1490) en oranjegezind tijdens de Tachtigjarige Oorlog (1566-1640).

## Geschiedenis
De familie Van Swieten is afkomstig van het kasteel Swieten bij Zoeterwoude. De oudst bekende uit het geslacht zijn Gerard en Boudijn van Swieten, die in 1296 in een document worden genoemd. Boudijn trouwde eerst met Barte en daarna met Trude. Hij is vóór 1330 overleden. Het echtpaar had twee kinderen: Alijd en Heynric. Daarnaast had Boudijn nog een bastaardzoon Dirk. Omdat Alijd en Heynric geen kinderen kregen, stierf de officiële tak uit. Dirk zou de stamvader worden van de bastaardtak.
Uit het huwelijk van Gerard met Clare van Ammers kwamen vier kinderen voort, waarvan Dirk de oudste was. Omdat de tak van Boudijn officieel was uitgestorven, kwamen zijn goederen na het overlijden van Alijd in 1404 terecht bij de nakomelingen van Gerard.

### Bastaardtak Van Zwieten
Dirk, de bastaardzoon van Boudijn, huwde met Lysbet. Het stel kreeg in 1370 of 1371 een zoon die zij Boudijn noemden. Deze Boudijn kreeg vier kinderen: Dirk, Gijsbrecht, Jan en Willem. In 1424 kocht Boudijn kasteel Zwieten van Willem van Montfoort van Zwieten, die het kasteel in 1417 van zijn moeder Meyne had geërfd.
Na succesvolle jaren in de bestuursraad kwamen al gauw nieuwe hoeves, buitenplaatsen en hofsteden aan de familie, zoals Binkhorst, Voorburg, Hodenpijl, Endegeest, Loenerveld en Rijnegom. Later werden ze ook nog heren van Maarssenbroek, De Lier, Zouteveen, Zoeterwoude, Opmeer, Loenersloot en Amerongen. Het klooster Mariënpoel werd in 1431 doorr Boudijn gesticht.
Boudijn zat niet alleen in het Leidse stadsbestuur maar ook in het grafelijk bestuur en wist voor zijn familie het schoutambt te verwerven. Zijn oudste zoon Dirk van Zwieten was schout van 1433-34, later dat jaar nam zijn jongere broer Gijsbracht het schoutambt over. In 1453 wordt een andere zoon van Boudijn, Jan van Swieten, burgemeester van Leiden (1453-1455). Daarna wordt hij tot schout benoemd.
Boudijns zoon Gijsbrecht van Zwieten huwde Catharina van Diemen. Ze kregen twee dochters en drie zoons. Van hen werd Pieter in 1458 voor de eerste keer burgemeester in Leiden. Hij trouwde met Maria Paulsdochter van Sainc Jur, met wie hij vier kinderen kreeg. Pieter overleed in 1479. Zijn zoon Gijsbrecht (1474-1547) werd heer van Zwieten. Van zijn kinderen erfde Cornelis de titel.
Vanaf 1465-66 werd Adriaen van Swieten, zoon van Jan en kleinzoon van Boudijn, diverse keren burgemeester van Leiden. In 1474, 1476 en 1479 wordt hij ook nog als burgemeester vermeld. Zijn broer Hugo van Swieten wordt genoemd onder de vier burgemeesters van 1475, maar men is niet zeker of de mannen echt dienstgedaan hebben, vanwege strubbelingen binnen de stad. Daarna nam de macht wat af, maar de familie wist altijd wel een belangrijke post te kopen als bijvoorbeeld schout, schepen, rentmeester of in het raad van bestuur. In 1573 werd de nazaat Claes Lambertszn van Swieten als burgemeester van Leiden genoemd. Hij bekleedde deze functie met de later befaamde Pieter Adriaansz. van der Werff.
Een ander familielid Adriaen van Swieten (1532-1584) werd een belangrijke geuzenleider de nog nou deelnemen aan de inname van Brielle. Diens zoon Adriaan (overleden in 1624) moest in 1602 vanwege financiële problemen kasteel Zwieten verkopen. Kleinzoon Adriaan (1593-1630) zou uiteindelijk in armoede overlijden.
Uit een katholieke, niet-adellijke tak kwamen in de 18e eeuw twee vooraanstaande Weense hovelingen voort: Gerard (1700-1752) en zijn zoon Gottfried (1733-1803).
Het geslacht Van Swieten maakt geen deel meer uit van de Nederlandse adel noch van het Nederlands Patriciaat.

## Bekende telgen
- Claes van Swieten (1310-1350), genaamd Drakenburg, zoon van Dirk Gerritsz van Swieten (1286-26 sep 1345) en Beatrys, wordt genoemd in een verklaring voor de schepenen van Geertruidenberg van 2 september 1349 waarin hij samen met Jan van Egmond, Gerard van Heemskerk, Jan van Wateringe en de stad Delft zich verbond om den hertoghe van Beyeren heren vanden lande te maken, werd op 23 augustus 1350 met 18 anderen in Delft doodgeslagen.
- Boudewijn van Swieten (1371-1454), stamvader van het patriciërsgeslacht Van Swieten in Leiden.
- Dirk van Swieten, in 1433 schout van Leiden.
- Gijsbrecht van Swieten, in 1434 schout van Leiden.
- Johan of Jan van Swieten (1417-1485) in 1453-55 burgemeester van Leiden, vanaf 1455 schout.
- Pieter van Swieten, in 1458 burgemeester van Leiden.
- Adriaen van Swieten (1532-1584), Geuzenleider tijdens de Tachtigjarige Oorlog.
- Gerard van Swieten (1700-1752), lijfarts van de keizerin van Oostenrijk
- Gottfried van Swieten (1733-1803), Oostenrijks bestuurder en mecenas

- Gemeinsame Normdatei: 1084242281
- Virtual International Authority File: 123145663147205072175